# Maripa axilliflora
Maripa axilliflora är en vindeväxtart som beskrevs av C. Martius och Meissner. Maripa axilliflora ingår i släktet Maripa och familjen vindeväxter. Inga underarter finns listade i Catalogue of Life.